# Wellington Saunders Whymms
Wellington Saunders Whymms, född 6 april 1972, är en friidrottare från Bahamas. Han deltog vid olympiska sommarspelen 2000.